# Didn't I
Singles de Aqua
Barbie Girl
(1997) Doctor Jones
(1997)
Pistes de Aquarium
Calling You
(11)
Didn't I est une chanson du groupe scandinave Aqua qui a été diffusée sur différents supports, et a notamment été utilisée dans le reportage intitulé Around the World du groupe. La chanson a été ajoutée à certaines éditions limitées dont la version deluxe de l'album Aquarium et est aussi sortie en single en Norvège, en Suède et au Danemark le 15 septembre 1997 en tant que 4e single de l'album. Elle est chantée par Lene et René.
Un clip vidéo a également été utilisé dans The Aqua Diary. 